# Kongen og Dronningens Ankomst til Odense
Kongen og Dronningens Ankomst til Odense er en kort stumfilm optaget af Otto Nørmark. Filmen dokumenterer kongeligt besøg i Odense i 1932.

## Handling
Kongefamilien med Kong Christian X og Dronning Alexandrine i spidsen ankommer til Odense ombord på kongeskibet Dannebrog. Officiel modtagelse. Formation af flyvere fra Marinens Flyvekorps, af typen Hansa-Brandenburg, kommer flyvende op over Gamborg Fjord og lander på vandet ved Ronæs. I en af maskinerne befinder sig Prins Edward af Wales, der skal holde ferie på Wedellsborg under private former. Pressefotografering på slottets trappe, hvor Kronprins Frederik IX ses.